# Condado de Villaseñor
Conde de Villaseñor es un título nobiliario español surgido bajo el reinado de Carlos II el 4 de agosto de 1687.

## Sucesión
Con el advenimiento de Felipe V al trono de España fue necesario, para cortar los abusos cometidos en el reinado de Carlos II en la concesión de títulos de nobleza, que aquel monarca expidiese un real célula declarando que solamente serían vitalicios todos los otorgados en aquella época. Los favorecidos reclamaron del despojo que a su descendencia se inferían con esta real disposición; pero muy pocos lograron exceptuados de ella, porque no todos tenían merecimientos para tales distinciones.
El Consejo Supremo de las Indias declaró, entre aquellas excepciones, que no quedaba comprendido en la real cédula citada el título de Conde de Villaseñor, otorgado al general don Luis Antonio Bejarano Fernández de Córdova, por el mencionado Carlos II en real decreto del 4 de agosto de 1687, y por el que se había despachado cédula del 8 de septiembre de 1687; pues esa gracia estaba fundada en mérito del favorecido y de sus ascendientes y en atención al lustre de su casa y familia.

## Titulares
En efecto, en dicha real cédula se indican las relaciones de parentesco de don Luis Antonio Bejarano con los duques, marqueses, condes y almirantes. Se especifican los servicios de don Luis Antonio Bejarano, padre del Conde, cuando fue corregidor de Huamalíes, en cuyo tiempo aumento la real hacienda en mucha cantidad de cuentos con la administración de las minas.
- Luis Antonio Bejarano y Fernández de Córdova (1648-1726), I conde de Villaseñor. Gentilhombre de cámara de Carlos II y alcalde de Lima.

Casó en 1704 con Petronila de Loayza y Esquivel, sobrina-bisnieta de Santo Toribio de Mogrovejo. Le sucedió su hijo:
- Luis Antonio Bejarano y Loayza, II conde de Villaseñor.

Casó con María Teresa Bravo de Lagunas y Castilla Altamirano. Le sucedió su hijo:
- Luis Antonio Bejarano y Bravo de Castilla (1729-1769), III conde de Villaseñor. Le sucedió su pariente:

- Felipe de Zabala y Vozmediano (f. 17 de julio de 1778), IV conde de Villaseñor.

Casó con Josefa Bandin y Salgado, hija de Francisco Javier Bandín y Salgado. Sin descendencia. Le sucedió su pariente:
- José de Recabarren y Pardo de Figueroa (1728-1812), V conde de Villaseñor.

Casó con Tadea Gayón de Celis y Ureta Carrera.
Tras la muerte del quinto conde y la abolición de los títulos nobiliarios en Chile en 1817, el título quedó vacante.
Rehabilitado en 1866
- Juana de Zabala y de Guzmán, VI condesa de Villaseñor y XIII marquesa de Quintana del Marco.

Casó con Camilo Hurtado de Amézaga y Balmaseda, VI marqués del Riscal. Le sucedió su hijo:
- José Hurtado de Amézaga y Zabala, VII conde de Villaseñor y VII marqués del Riscal.

Casó con Berenguela de Collado y del Alcázar, III marquesa de la Laguna, II vizcondesa de Jarafe. Le sucedió su sobrina nieta:
- María Belén Hurtado de Amézaga y Armada, VIII condesa de Villaseñor y VIII marquesa del Riscal.

Casó en 1969 con Jorge Escudero Pueyo.